# Bajram Curri (Albania)
Bajram Curri è una frazione del comune di Tropojë in Albania (prefettura di Kukës).
Fino alla riforma amministrativa del 2015 era comune autonomo, dopo la riforma è stato accorpato, insieme agli ex-comuni di Bujan, Bytyç, Fierzë, Lekbibaj, Llugaj e Margegaj a costituire la municipalità di Tropojë.
È situata nel nord della nazione, al confine col Kosovo in una zona prevalentemente montagnosa. Il fiume Valbonë scorre nella parte meridionale del comune.
Il nome è dato da Bajram Curri, politico ed eroe albanese del XX secolo